# Kamionka (rejon nieświeski)
Kamionka (biał. Каменка; ros. Каменка) – wieś na Białorusi, w obwodzie mińskim, w rejonie nieświeskim, w sielsowiecie Kozły.

## Historia
W dwudziestoleciu międzywojennym leżała w Polsce, w województwie nowogródzkim, w powiecie nieświeskim, w gminie Snów. W 1921 miejscowość liczyła 528 mieszkańców, zamieszkałych w 92 budynkach, w tym 524 Białorusinów i 4 osoby innej narodowości. 527 mieszkańców było wyznania prawosławnego i 1 rzymskokatolickiego.
Po II wojnie światowej w granicach Związku Sowieckiego. Od 1991 w niepodległej Białorusi.